# ناقلة ميثيل-O الكاتيكول
ناقل O-ميثيل-كاتيكول (بالإنجليزية: Catechol-O-methyl transferase) شيفرته المختصرة (EC 2.1.1.6) ويختصر ب (COMT) هي أحد الإنزيمات العديدة التي تحط من الكاتيكولامينات مثل الدوبامين، الأدرينالين، والنورإبينفرين. في البشر. كما هو يعيق تنظيم الكاتيكولامينات في عدد من الحالات الطبية، والعديد من العقاقير الصيدلانية ويغير نشاطها، وبالتالي توافر الكاتيكولامينات.  تم اكتشاف ناقل O-ميثيل-كاتيكول أول مرة من قبل عالم الكيمياء الحيوية يوليوس أكسلرود في عام 1957. 

## وصلات إضافية
- Catechol+O-Methyltransferase في المكتبة الوطنية الأمريكية للطب نظام فهرسة المواضيع الطبية (MeSH).